# Латышский (Ульяновская область)
Латышский — посёлок в Безводовском сельском поселении Кузоватовского района Ульяновской области.

## География
Находится у железнодорожной линии Инза-Сызрань на расстоянии примерно 6 километров по прямой на восток от районного центра посёлка Кузоватово.

## История
В 1913 году в посёлке (тогда Чекалино или Латышский выселок) было 10 дворов и 62 жителя. В 1990-е годы работал СПК «Кузоватовский».

## Население
Население составляло 17 человека в 2002 году (59 % русские, 29 % латыши), 5 по переписи 2010 года.